# Hannah Lessing

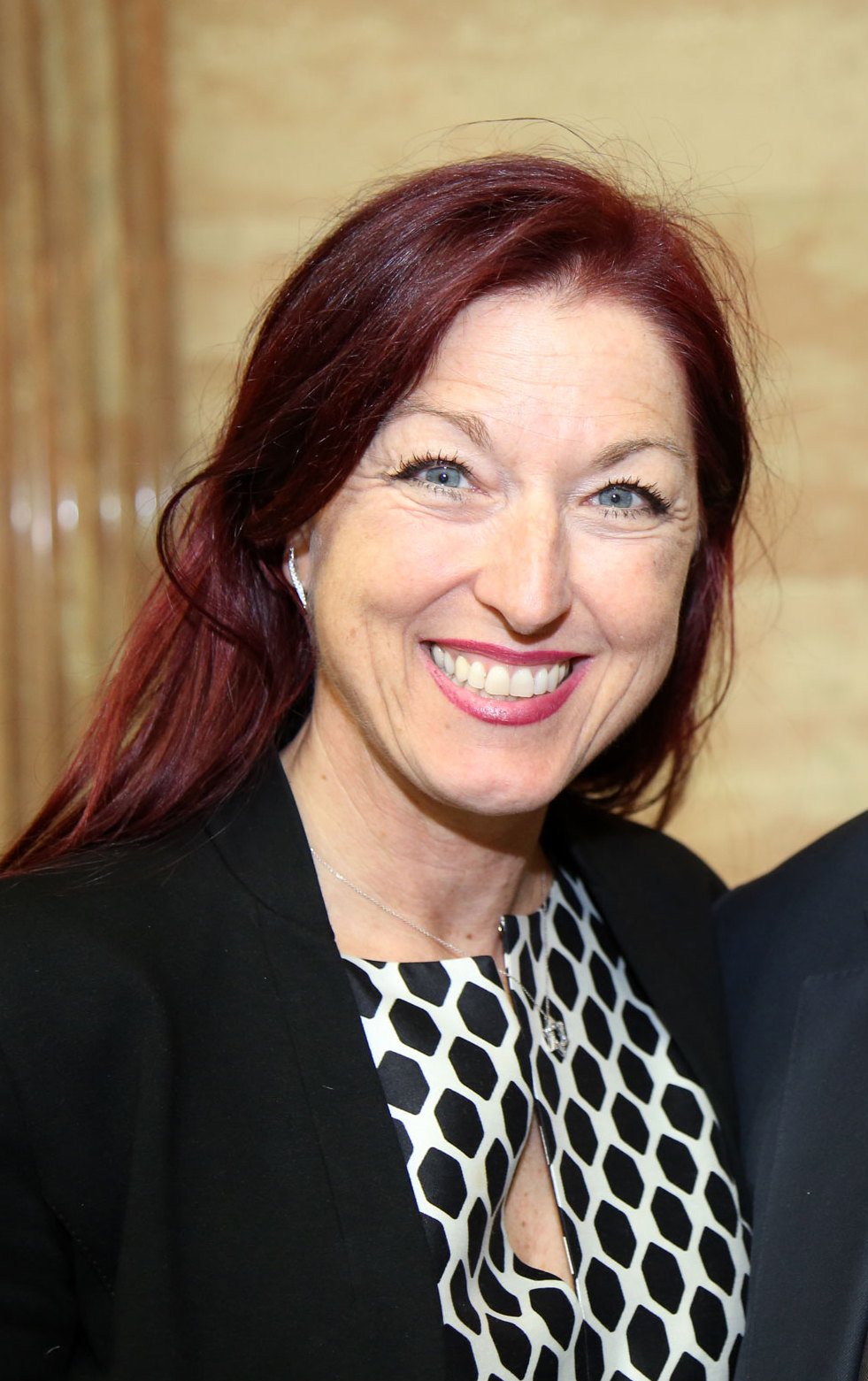
Hannah Lessing (2015)

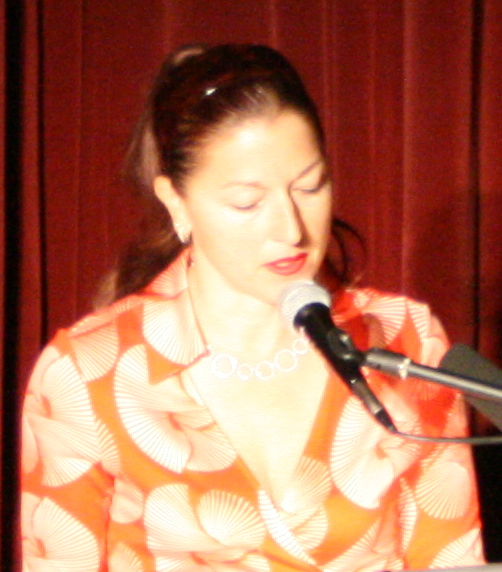
Hannah Lessing
am 7. Oktober 2007 bei der Ehrung von Irma Trksak

Hannah Miriam Lessing (* 26. April 1963 in Wien) ist eine österreichische Absolventin der Wirtschaftsuniversität Wien und seit 1995 Generalsekretärin des Nationalfonds der Republik Österreich für Opfer des Nationalsozialismus.

## Leben
Hannah Lessing ist die Tochter des Fotografen Erich Lessing. Sie maturierte am Lycée Français de Vienne in Wien und studierte Handelswissenschaften an der Wirtschaftsuniversität Wien, die sie 1988 mit dem Magister rer. soc. oec.   abschloss. Von 2001 bis 2002 absolvierte Lessing die Verwaltungsakademie des Bundes.
In der Serie Holocaust – Die Geschichte der Familie Weiss spielte Hannah Lessing 1978 die Rolle der Jüdin Sofia Alatri, die von Deutschen in einer Gaskammer eines Konzentrationslagers ermordet wird.
Lessing war an den Verhandlungen zum Entschädigungsabkommen von Washington im Jänner 2001 beteiligt. Sie leitet seit 2001 den Allgemeinen Entschädigungsfonds für Opfer des Nationalsozialismus und seit 2010 den Fonds zur Instandsetzung der jüdischen Friedhöfe in Österreich. Seit 2011 ist sie Repräsentantin für Österreich im Internationalen Komitee der Stiftung Auschwitz-Birkenau und Vorstandsmitglied im Dokumentationsarchiv des österreichischen Widerstandes (DÖW).

## Auszeichnungen
- 2001 Silbernes Ehrenzeichen für Verdienste um die Republik Österreich
- Im September 2007 wurde sie für ihren Einsatz zugunsten der Überlebenden des Holocausts mit dem Shofar of Freedom Award ausgezeichnet, der seit 1990 von der Synagoge Temple Israel in Albany, New York, verliehen wird.
- 2009 Chevalier de l’Ordre national du Mérite (Frankreich)
- 2013 österreichisches Ehrenkreuz für Wissenschaft und Kunst
- 2015 Rosa-Jochmann-Plakette
- 2017 Goldenes Ehrenzeichen für Verdienste um das Land Wien
- 2021 Bundesverdienstkreuz am Bande

## Veröffentlichungen (Auswahl)
- mit Fiorentina Azizi: Austria Confronts Her Past. In: Michael J. Bazyler, Roger P. Alford (Hrsg.): Holocaust Restitution. Perspectives on the Litigation and Its Legacy. New York 2007, S. 226–238.
- mit Renate M. Meissner und Nina S. Bjalek: „Wir können nur anklopfen, wo die Tür offen ist“ – Der lange Weg zu Anerkennung und Entschädigung. In: Verena Pawlowsky, Harald Wendelin (Hrsg.): Ausgeschlossen und entrechtet. (= Raub und Rückgabe – Österreich von 1938 bis heute. Band 4). Wien 2006, S. 241–259.
- mit Michael M. Seidinger und  Claire R. Fritsch: Österreichische Aspekte der Kunstrestitution. Die Tätigkeit des Nationalfonds der Republik Österreich für Opfer des Nationalsozialismus im Rahmen der Rückgabe von Kunstgegenständen. In: Kunst und Recht. 1/2006, S. 8–13.